# Perho å
Perho å är ett vattendrag i Finland. Det rinner genom landskapen Mellersta Österbotten och Österbotten. Ån är 160 km lång och mynnar ut i Trullöfjärden norr om Karleby. De viktigaste bifårorna är Halsuanjoki, Ullava å, Venetjoki, Köyhäjoki och Penninkijoki.